# Miroslav Krklješ
Miroslav Krklješ es un deportista yugoslavo que compitió en taekwondo. Ganó una medalla de bronce en el Campeonato Europeo de Taekwondo de 2000 en la categoría de –54 kg.

## Palmarés internacional
| Campeonato Europeo | Campeonato Europeo | Campeonato Europeo | Campeonato Europeo |
| Año                | Lugar              | Medalla            | Categoría          |
| ------------------ | ------------------ | ------------------ | ------------------ |
| 2000               | Patras (Grecia)    | Medalla de bronce  | –54 kg             |